# Hemicharilaus monomorphus
Hemicharilaus monomorphus is een rechtvleugelig insect uit de familie Charilaidae. De wetenschappelijke naam van deze soort is voor het eerst geldig gepubliceerd in 1929 door Boris Petrovich Uvarov.